# Смирнова, Ольга Николаевна
Ольга Николаевна Смирнова (18 июня 1834 — 13 декабря 1893) — русская фрейлина и писательница, дочь А. О. Смирновой-Россет.

## Биография
Ольга Николаевна Смирнова — старшая дочь Александры Осиповны и Николая Михайловича Смирновых, родилась 18 июня 1834 года. А. С. Пушкин писал жене :
Смирнова родила благополучно  и,  вообрази, двоих!.. Сегодня, кажется, девятый день, и слышно, мать и дети здоровы.

Вторая из девочек-двойняшек — Александра — прожила недолго. Она скончалась в Париже в 1837 году от менингита. Уже в раннем детстве Ольга Николаевна впитала в себя много ярких впечатлений, путешествуя вместе с матерью за границей. В 1842 году Смирновы, проехав через Германию, жили сначала во Франции, затем в Риме. Жизнь в Италии, в окружении исторических памятников, изучение античных преданий, возбуждают интерес в пытливом уме девочки. В письмах к Жуковскому Александра Осиповна писала: 
«Старшая моя умна, как бесенок, любит учиться  и рассказывает удивительно смешные истории о греках и римлянах. Мои дети - славные девочки. У меня гувернантка прекрасная. Бог мне её послал, потому что я совершенно неспособна воспитывать детей.
 В детстве дочерям Смирнова давала читать Библию, Евангелие, жития святых и катехизис. Позднее они изучали историю церкви, историю сект, историю античных религий, юдаизм, исламизм, старообрядчество. Общий уклон образования был глубоко религиозным.
Вспоминая на склоне лет о своем детстве, Ольга Николаевна говорила:
Я выучилась писать по Библии с картинками. В четыре года плакала над одним из пророков, в пять ознакомилась с книгой «Странствие пилигримов» по-английски и научилась писать по-итальянски ранее, чем по-русски.

Прожив за границей до 1845 года, Смирновы вслед за тем на шестилетний срок поселились в Калуге, куда Николай Михайлович был назначен губернатором. 18 июня 1846 года И. С. Аксаков писал родным из Калуги:
«Нынче у Александры Осиповны праздник, день рождения какой-то дочери, и она им делает следующий подарок: велела выстроить для них в саду избу, немножко меньше настоящей, хорошенькую, как игрушечка, при ней хлев, курятник с настоящей коровой и курами и разными подобными затеями. Дети со своей неразлучной англичанкой будут там играть и забавляться только по-французски, немецки и английски. У них уж это намерение было давно: она воображает, что все славяне придут от этого в умиление: я, впрочем, её разуверил, сказавши, что у ней с её детьми это выходит только забава.
Ольга Николаевна росла сентиментальной и мечтательной барышней, вела дневник, читала М. Аврелия, искренно интересовалась своими занятиями, развивала свою наблюдательность. Балы и развлечения её не интересовали, она отстаивала уединённую жизнь в домашнем кругу.
В Калуге Ольге Николаевне жилось нелегко. Постоянно больная мать, часто оставлявшая детей одних и подолгу (иногда годами) лечившаяся то в Москве, то в Петербурге, обремененный губернаторством отец… Ольга Николаевна рано почувствовала себя взрослой, хозяйкой дома. В 1852 году она была назначена, вместе с дочерью Пушкина Марией и дочерью Тютчева Анной, фрейлиной при будущей императрице. В Крымскую кампанию, захваченная духом патриотизма, Ольга Николаевна собиралась ехать в Севастополь, но получила отказ от родителей. Росла серьёзной, и может быть несколько сухой девушкой. Она никогда не пудрилась, редко смотрела в зеркало. В 1853 году у неё был жених. Из письма М. А. Пушкиной к Ольге: 
«Жених твой Жорж часто приходит навещать нас, он очень красив юнкером и будет еще более красив в форме, он сделает тебе честь, когда станет твоим мужем.
Неизвестно, почему Ольга не вышла замуж. Сама про себя она говорила позднее словами Вяземского: «Я родилась вдовой». В 1857 году Смирновы жили за границей. Их видела в Швейцарии Е. В. Сабурова (дочь В. И. Соллогуба), от которой не ускользнули теневые стороны в жизни Смирновых: «Отсутствие родной почвы, одиночество, узкий круг знакомств, тяжелые отношения между матерью и дочерью и, наконец, материальные затруднения, которые все возрастали в этой семье». Взаимоотношения Александры Осиповны и Ольги Николаевны были, действительно, нелегкими. Ольга Николаевна находилась обычно в нервном состоянии, переходя от гнева к слезам. Её здоровье было расшатано, и не только одним физическим недомоганием. Она была очень требовательна, не желала примириться с мыслью об экономии.
В 1867 году Ольга Николаевна вместе с матерью и братом ездила в Константинополь. По дороге, в Одессе, она встречалась с дядей матери, декабристом Н. И. Лорером. Общественные симпатии обеих Смирновых всё более и более начали склоняться в сторону Англии, в России Смирновы бывали лишь наездами. В 1882 году Ольга Николаевна приезжала в Москву, сопровождая прах Александры Осиповны.
Оставшись одинокой, Ольга Николаевна поселилась в Париже. Денежные дела её были чрезвычайно запутаны. В 1884 году, когда Ольга Николаевна была больна тифом, управительница дома Смирновых — графиня Одиффрэ, обокрала её. Пропала часть обстановки, книги, архив, даже тетради, все ящики оказались пусты. Значительное время у неё отнимали светские дела, визиты. Ольга Николаевна любила театр, она пересмотрела все пьесы своего любимого Шекспира. Она много читала на всех европейских языках, включая испанский, по самым разнообразным вопросам. Жила она, главным образом, ночью, в мире, созданном её воображением. Являясь феминисткой, Смирнова восхищалась героинями прошлого и представительницами науки. В своих письмах к В. С. Соловьёву, с которым находится в дружеских отношениях, Ольга Николаевна жаловалась на своё одиночество. Все кругом считали её эксцентричной. Являясь высокообразованным человеком в области искусства и литературы, в жизненном смысле это был человек малоприспособленный.
Скончалась от чахотки 13 декабря 1893 года в Париже, похоронена там же на кладбище Пер-Лашез.

## Литературная деятельность
Подлинной страстью Ольги Николаевны, её прирождённым дарованием являлось писательство. Она оставила огромное количество эпистолярного материала. Она писала по самым разнообразным, часто незначительным случаям. Смирнова была человеком достаточно серьёзным, работавшим в нескольких избранных ею направлениях. Истинным предметом любви Смирновой являлась русская литература, вызванная традициями семьи — общение её матери с Пушкиным, Лермонтовым, Гоголем. Сама Ольга Николаевна видела Жуковского, Тургенева, Аксакова, А. К. и Л. Н. Толстых. Хорошо знала Полонского, Тютчева, Маркевича.
В 1880-х годах Смирнова, непрерывно работая, создает целый ряд трудов: исследование о Пушкине и Гоголе, философские очерки «50 лет в России (1837—1887)», «Политические трагедии и русские историки», книгу о религиозных сектах. Все её работы предназначались для иностранной публики, в первую очередь, французской. В 1885 году Ольга Николаевна пишет «Записки и воспоминания». Не имея возможности издать свои работы за границей, Ольга Николаевна пыталась издать их в России. В 1893 году в журнале «Северный вестник» выходит главный её труд — «Записки Александры Осиповны Смирновой». Это огромный труд — написанный на французском языке, затем был издан отдельной книгой. Споры о подлинности «Записок» не утихают, многие считают, что Ольга Николаевна фальсифицировала записки своей матери. Пушкинист П. Е. Рейнбот, досконально изучив записки, подтвердил мнение о том, что они написаны именно дочерью Смирновой, которая не просто писала их со слов уже немолодой матери, но и добавила кое-что от себя.

## Награды
- Императорский Орден Святой Великомученицы Анастасии (20 августа 2013 года, Российский Императорский Дом) — в воздаяние заслуг перед Отечеством и Российским ИМПЕРАТОРСКИМ Домом и во свидетельство особого НАШЕГО благоволения[3]